# Габідена Мустафіна
Габіде́на Муста́фіна (каз. Ғабиден Мұстафин) — селище у складі Бухар-Жирауського району Карагандинської області Казахстану. Адміністративний центр та єдиний населений пункт Габіден-Мустафінської селищної адміністрації.
Населення — 3548 осіб (2021; 4078 у 2009, 4294 у 1999, 4973 у 1989).
До 2002 року селище називалось Токаревка, станом на 1989 рік мало статус селища міського типу і було центром Тельманського району.